# Ljusgul barrskogspraktmal
Ljusgul barrskogspraktmal (Denisia stipella) är en fjärilsart som först beskrevs av Carl von Linné 1758.  Ljusgul barrskogspraktmal ingår i släktet Denisia, och familjen praktmalar, (Oecophoridae). Arten är reproducerande i Sverige.